# Seznam měst na Barbadosu
Toto je seznam měst na Barbadosu.
Zdaleka největší aglomerací na Barbadosu je Bridgetown, kde 1. ledna 2005 žilo 98 511 obyvatel, což představuje asi 37% obyvatelstva celé země. V následující tabulce jsou uvedena města nad 500 obyvatel, výsledky sčítání obyvatelstva z 2. května 1990, odhady počtu obyvatel k 1. lednu 2005 a distrikty (parishes), do nichž města náleží. Počet obyvatel se vztahuje na vlastní město bez předměstí. Města jsou seřazena podle velikosti.
| Města na Barbadosu | Města na Barbadosu | Města na Barbadosu  | Města na Barbadosu | Města na Barbadosu | Města na Barbadosu |
| Pořadí             | Město              | sčítání v roce 1990 | odhad pro rok 2005 | Distrikt           |                    |
| ------------------ | ------------------ | ------------------- | ------------------ | ------------------ | ------------------ |
| 1.                 | Bridgetown         | 6 070               | 7 035              | Saint Michael      |                    |
| 2.                 | Speightstown       | 3 500               | 3 634              | Saint Peter        |                    |
| 3.                 | Oistins            | 2 200               | 2 285              | Christ Church      |                    |
| 4.                 | Bathsheba          | 1 700               | 1 765              | Saint Joseph       |                    |
| 5.                 | Holetown           | 1 300               | 1 350              | Saint James        |                    |
| 6.                 | Bulkeley           | 1 100               | 1 142              | Saint George       |                    |
| 7.                 | The Crane          | 900                 | 935                | Saint Philip       |                    |
| 8.                 | Crab Hill          | 700                 | 727                | Saint Lucy         |                    |
| 9.                 | Blackmans          | 600                 | 623                | Saint John         |                    |
| 10.                | Greenland          | 600                 | 622                | Saint Andrew       |                    |
| 11.                | Hillaby            | 500                 | 519                | Saint Thomas       |                    |